# Auletta andamensis
Auletta andamensis är en svampdjursart som beskrevs av Pattanayak 2006. Auletta andamensis ingår i släktet Auletta och familjen Axinellidae. Inga underarter finns listade i Catalogue of Life.